# بلوز (ترانه)
«بلوز» (انگلیسی: Blouse) ترانه‌ای از خواننده و ترانه‌پرداز آمریکایی، کلرو است که از طریق فیدر لیبل و ریپابلیک رکوردز در ۱۱ ژوئن ۲۰۲۱ منتشر شد. این ترانه به عنوان نخستین تک‌آهنگ از دومین آلبوم استودیویی او با نام Sling عرضه شده است. «بلوز» توسط کلرو نوشته شده و تهیه‌کنندگی آن بر عهدهٔ کلرو و جک آنتونوف بوده است. همچنین این اثر شامل آواز پس‌زمینه از خواننده و ترانه‌پرداز نیوزیلندی، لرد است.

## جدول‌های موسیقی
| جدول (۲۰۲۱)                                         | بالاترین جایگاه |
| --------------------------------------------------- | --------------- |
| تک‌آهنگ‌های داغ نیوزیلند (آرام‌ان‌زی)                   | ۳۶              |
| ترانه‌های داغ راک و آلترناتیو ایالات متحده (بیلبورد) | ۳۲              |